# Robert Kalmarević
Robert Kalmarević (Beograd, 18. novembar 1955) je srpski slikar.

## Biografija
Diplomirao na Višoj pedagoškoj školi (likovni odsek u klasi profesora Slobodana Sotirova), a kasnije započeo studije na Likovnoj akademiji u Pragu.
Od svoje prve samostalne izložbe 1981. godine kada se pojavio na beogradskoj likovnoj sceni, realizovao je više samostalnih izložbi, a učestvovao je i na nekoliko kolektivnih.
Početkom 1990. godine počinje da radi za Srpsku pravoslavnu crkvu, gde slika portrete nekadašnjih i sadašnjih vladika, nekoliko portreta patrijarha Pavla, i oko 200 slika na temu pravoslavlja. Živi i radi u Beogradu.

## Nagrade
- 1992. godine, stručna komisija Muzeja Srpske pravoslavne crkve u Beogradu za ocenu prispelih radova na konkurs objavljen na osnovu odluke Svetog arhijerejskog sinoda ocenila je delo „Vapaj mučenika” najboljim radom koji podseća na golgotu Srpskog naroda u II svetskom ratu.
- 1992. godine, ista komisija je nagradila rad „Krst sudbine”  drugom nagradom.
- 1994. godine, dobitnik je prve nagrade na konkursu „Karađorđe i Karađorđevići” od svesrpskog saveza – Kraljevskog kluba „Karađorđević” za portret njegovog kraljevskog visočanstva Tomislava Karađorđevića.
- 1997. godine, zahvalnica od Mitropolita Amfilohija za portrete bivših mitropolita: Joanikije Lipovac, Arsenije Bradvarević i Mitrofan Bane.
- 2003. godine, zahvalnica sestrinstva manastira Svetog Vavedenja u Beogradu, za portret igumanije Agnije Dmitrović.